# (33007) 1997 EX10
1997 EX10 (asteroide 33007) é um asteroide da cintura principal. Possui uma excentricidade de 0.00889900 e uma inclinação de 4.19325º.
Este asteroide foi descoberto no dia 7 de março de 1997 por Spacewatch em Kitt Peak.